# Vittorio Veneto (croiseur italien)
Pour les articles homonymes, voir Vittorio Veneto (homonymie).
Le Vittorio Veneto était un croiseur porte-hélicoptères qui a servi dans la Marina Militare. Il était initialement destiné à être le navire de tête d’une classe de deux navires spécialement conçus pour la lutte anti-sous-marine, mais seul le Vittorio Veneto est entré en service en 1969, son sister-ship Italia étant annulé. Le Vittorio Veneto a été mis hors service en 2003. Ce navire a la même disposition générale que les plus petits croiseurs porte-hélicoptères de classe Andrea Doria, mais avec deux ascenseurs entre le pont d'envol et le hangar situé en dessous, plutôt qu’avec le hangar intégré à la superstructure. Il a été nommé d’après la bataille décisive de Vittorio Veneto qui a mis fin à la Première Guerre mondiale sur le front italien.

## Conception
Bien que les croiseurs-hélicoptères de classe Andrea Doria se soient avérés un apport utile pour la flotte italienne, il a été jugé qu’un navire plus grand était nécessaire. Un tel navire serait en mesure de mettre en œuvre une force aérienne plus grande et de fournir un soutien par hélicoptères dans de mauvaises conditions météorologiques. Ces considérations ont conduit à la classe Vittorio Veneto, dont deux navires étaient initialement prévus, bien qu’un seul ait été réellement construit. Le deuxième navire de la classe, l'Italia, a été annulé.
Le Vittorio Veneto avait un déplacement de 7500 tonnes standard et 8850 tonnes à pleine charge. Contrairement à l'Andrea Doria, qui avait des cheminées séparées, il avait deux mâts / cheminées combinés. La deuxième différence majeure dans la conception est l’emplacement des installations aéronautiques. Le Vittorio Veneto avait un pont arrière surélevé pour accueillir un hangar sous la plate-forme des hélicoptères, plutôt qu’un hangar dans la superstructure de style frégate ou destroyer. Il y avait deux ascenseurs pour transférer les hélicoptères entre le hangar et le pont d'envol.
À l’origine, le navire transportait un armement similaire à celui de l'Andrea Doria, comprenant un système antiaérien RIM-2 Terrier situé devant le pont, qui pouvait également être utilisé pour lancer des roquettes anti-sous-marines RUR-5 ASROC. Par rapport à l'Andrea Doria, le magasin à missiles du Vittorio Veneto dispose d’un troisième tambour, augmentant la capacité du chargeur de moitié et la portant à soixante coups. L’armement secondaire comprenait huit canons à double usage de 76 mm dans un anneau autour de la superstructure, semblable à l'Andrea Doria. Enfin, le navire était armé de deux lance-torpilles triples de 324 mm. Le Vittorio Veneto pouvait opérer jusqu’à neuf hélicoptères légers de type Agusta-Bell AB-204 ou plus tard AB-212, ou six hélicoptères lourds du type AS-61, qui pouvaient être logés dans le hangar sous le long pont arrière.
L’électronique était plutôt avancée pour l’époque, comprenant un radar tridimensionnel AN/SPS-52 B et un radar de recherche aérienne SPS-768 (RAN 3L). Pour la lutte anti-sous-marine, un ensemble de sonars AN/SQS-23 a été installé.
Le Vittorio Veneto était propulsé par deux turbines à vapeur fournissant 73 000 ch (54 000 kW), lui donnant une vitesse maximale de 30,5 nœuds (56,5 km/h). Comme la classe précédente, le croiseur avait un ensemble d’ailerons stabilisateurs permettant d’améliorer la stabilité pour les opérations aériennes.

## Engagements
La quille du navire a été posée le 10 juin 1965 et il a été lancé le 5 février 1967. Le croiseur a été achevé le 12 juillet 1969 à l’usine Italcantieri de Castellammare di Stabia. Il est entré en service en octobre de la même année, à la base navale de Tarente. Le Vittorio Veneto est resté le navire amiral de la marine italienne jusqu’à la mise en service du porte-avions Giuseppe Garibaldi en 1985.

### Mises à niveau
Le navire a subi une refonte complète entre 1981 et 1984. L’électronique a été modernisée et des lanceurs pour missiles Otomat ont été installés ainsi que trois supports de canon compacts DARDO CIWS jumeaux OTO Melara de 40 mm pour la lutte antiaérienne. Enfin, des missiles surface-air SM-1ER Standard ont été installés pour remplacer les RIM-2 Terrier. Le carburant des moteurs a été changé du naphta au gazole pour des raisons de normalisation et de protection de l'environnement.

## Accident
Le Vittorio Veneto s’est échoué par mauvais temps au large du port de Vlorë le 22 avril 1997. À l’époque, il agissait comme le navire-amiral d’une force multinationale qui protégeait les livraisons d’aide à l’Albanie. Il a fallu quatre remorqueurs pour le libérer. Aucun dommage au navire ou blessure à l’équipage n’a été signalé par la marine italienne.

## Mise hors service
Après 1995, le Vittorio Veneto a principalement servi de navire-école. Il a été mis hors service en 2003. À l’époque, c’était l’avant-dernier croiseur en service dans une flotte d’Europe de l'Ouest, ne laissant que le croiseur français Jeanne d'Arc, qui est resté en service jusqu’en 2010. Sa capacité à fournir une couverture aérienne est désormais remplacée par le porte-aéronefs V/STOL Cavour.